# Epidemiología ocupacional
La epidemiología ocupacional es una subdisciplina de la epidemiología que se centra en las investigaciones de los trabajadores y el lugar de trabajo. Los estudios epidemiológicos ocupacionales examinan los resultados de salud entre los trabajadores y su posible asociación con las condiciones en el lugar de trabajo, incluidos el ruido, los productos químicos, el calor o la radiación, o la organización del trabajo, como los horarios.
La necesidad de evidencia para informar las regulaciones de seguridad ocupacional, los programas de compensación laboral y la legislación de seguridad motivó el desarrollo de políticas de salud pública, métodos de epidemiología ocupacional y mecanismos de vigilancia. La investigación epidemiológica ocupacional puede informar las evaluaciones de riesgos; desarrollo de estándares y otras actividades de gestión de riesgos; y estimaciones de los co-beneficios y co-daños de las políticas diseñadas para reducir los factores de riesgo o las condiciones que pueden afectar la salud humana. Los métodos de epidemiología ocupacional son comunes a los métodos utilizados en epidemiología ambiental.

## Historia
Los riesgos laborales se reconocen desde hace mucho tiempo. Hipócrates recomendó que otros médicos consideren los antecedentes vocacionales de los pacientes al diagnosticar y tratar enfermedades; Bernardino Ramazzini en 1700 describió muchas sesiones ocupacionales en su libro De Morbis Artificum. Hay varios ejemplos desde el siglo XIX en adelante de reconocimiento de peligros que procedió a estudios epidemiológicos sistemáticos. En un ejemplo, la mortalidad prematura se informó entre los mineros de oro y plata en las montañas Erz en Alemania ya en el siglo XVI. Inicialmente se pensó que era el resultado del consumo, pero posteriormente se determinó que era silicosis, y los estudios desde 1879 hasta la década de 1930 descubrieron la asociación de las muertes de los mineros con el cáncer de pulmón y las enfermedades respiratorias no malignas. Otros ejemplos incluyen el cáncer entre los deshollinadores, las enfermedades relacionadas con el asbesto y la variedad de enfermedades ocupacionales que se encuentran entre los trabajadores de las fábricas a principios del siglo XX.
Los riesgos para la salud ocupacional se observaron inicialmente mediante informes de series de casos de aparentes excesos o conglomerados de enfermedades. Aunque el enfoque de series de casos proporcionó un buen indicador de los riesgos laborales, no son adecuados por sí mismos para evaluar un amplio espectro de resultados de salud que pueden no estar estrechamente relacionados con la exposición en el lugar de trabajo. El desarrollo de un diseño de cohorte retrospectivo permitió un estudio más completo de los casos. El deseo de mejorar la rentabilidad de los estudios llevó al uso de estudios de casos y controles. Otros métodos utilizados posteriormente en epidemiología ocupacional incluyen estudios transversales y longitudinales.

## Tipos de estudios

### Series de casos
Por lo general, las investigaciones epidemiológicas ocupacionales comienzan con la observación de un número inusual de casos de enfermedad entre un grupo de trabajadores. Cuando la investigación no va más allá de lo que se denomina identificación de un grupo de enfermedades, el estudio se denomina informe de serie de casos.

### Escuadrón de estudio
En un estudio de diseño de cohortes, una población, o cohorte, de trabajadores se compara con un grupo de control que no estuvo expuesto a los peligros en el lugar de trabajo que se están investigando. Este tipo de estudio es el más aceptado en la comunidad científica porque sigue más de cerca la estrategia experimental y observa a toda la población en lugar de una muestra. En un estudio de cohorte prospectivo, el grupo examinado en el momento del estudio se compara con un seguimiento con el mismo grupo en el futuro. El diseño del estudio de cohorte histórica comienza con la definición de una cohorte a la vez en el pasado y el seguimiento de la cohorte a lo largo del tiempo histórico.

### Estudios de casos y controles
Los estudios de casos y controles comparan la exposición pasada de casos con la enfermedad con la exposición pasada de casos que no tenían la enfermedad. Debido a que los estudios de cohortes requieren a toda la población, los estudios de casos y controles son un enfoque más rentable, ya que utilizan solo la muestra de trabajadores con la enfermedad para comparar con un control.

### Estudios transversales
Un estudio transversal típico implica la comparación de diversos grados de exposición y la prevalencia de la enfermedad, los síntomas o el estado fisiológico. La principal ventaja de los estudios transversales es que permiten la recopilación de datos sobre condiciones que no se registrarían normalmente porque otros diseños de estudios se centran en estados graves de enfermedad. Esta es también la mayor deficiencia de este tipo de estudio porque al usar la prevalencia en lugar de la incidencia, no se puede usar para hacer una inferencia causal.

## Aplicación
Al contribuir a la reducción de la exposición, la epidemiología ocupacional ayuda a reducir los riesgos para la salud de los trabajadores. El uso de métodos epidemiológicos ocupacionales también puede tener beneficios para la sociedad en general. Por ejemplo, las recomendaciones para los límites de exposición al benceno desarrolladas por el Panel de Expertos en Estándares de Calidad del Aire se basaron en la epidemiología ocupacional.
Mediante el metanálisis, se pueden sintetizar muchos estudios de epidemiología ocupacional para ayudar a establecer límites de exposición ocupacional y tomar otros tipos de decisiones políticas. Esto también se puede aplicar en las evaluaciones de riesgos para la salud, que es un método para predecir el riesgo para la salud basado en condiciones de exposición hipotéticas.